# Микільська сільська рада (Солонянський район)
| Микільська сільська рада — орган місцевого самоврядування у Солонянському районі Дніпропетровської області з адміністративним центром у с. Микільське-на-Дніпрі. Сільській раді підпорядковані населені пункти: - с. Микільське-на-Дніпрі - с. Звонецьке - с. Звонецький Хутір - с. Олексіївка - с. Оріхове |

## Склад ради
Рада складається з 16 депутатів та голови.

## Керівний склад сільської ради
| ПІБ                             | Основні відомості                                                        | Дата обрання | Дата звільнення |
| ------------------------------- | ------------------------------------------------------------------------ | ------------ | --------------- |
| Загубигорілка Микола Іванович   | Сільський голова, 1950 року народження, освіта                           | 26.03.2006   | 21.11.2008      |
| Сідович Володимир Володимирович | Сільський голова, 1961 року народження, освіта, член партії Єдиний Центр | 03.05.2009   | 31.10.2010      |
| Копильцов Віталій Миколайович   | Сільський голова, 1975 року народження, освіта вища                      | 31.10.2010   |                 |

Примітка: таблиця складена за даними джерела